# エディソナ (小惑星)
エディソナ (742 Edisona) は小惑星帯に位置する小惑星である。ハイデルベルクでフランツ・カイザーによって発見された。
アメリカ合衆国の発明家トーマス・エジソンにちなんで命名された。